# Pamětní kámen Solidarity
Pamětní kámen Solidarity či Solidarita, estonsky Solidaarsuse mälestuskivi či Solidaarsus, je žulový památník/socha. Nachází se na náměstí Svobody v části Vanalinn, městského obvodu Kesklinn ve městě Tallinn v kraji Harjumaa v Estonsku.

## Popis a historie díla
Pamětní kámen Solidarity, společně s blízkou Chopinovou lavičkou, jsou dary Velvyslanectví Polské republiky městu Tallinn. Autorem díla je sochař Aime Kuulbusch-Mölder (*1942). Pamětní kámen Solidarity, který byl odhalen 20. srpna 2010, je věnován památce polského národního hnutí Solidarita (Solidarność), které sehrálo významnou roli při pádu komunistického režimu v Polsku i Evropě. Kámen byl odhalen u příležitosti 30. výročí založení Solidarity. Na čelní ploše kamene je nápis „Solidaarsus“ (tj. Solidarita). Na zadní straně kamene je napsáno věnování. V horní části díla je válcový otvor ve kterém je umístěna kovová zeměkoule s mapou a vyznačením hlavních měst Varšava a Tallinn. Kámen je umístěn na dlažbě a poblíž je kamenná deska s vysvětlujícím textem v estonštině, angličtině a polštině. Místo je celoročně volně přístupné.

## Galerie

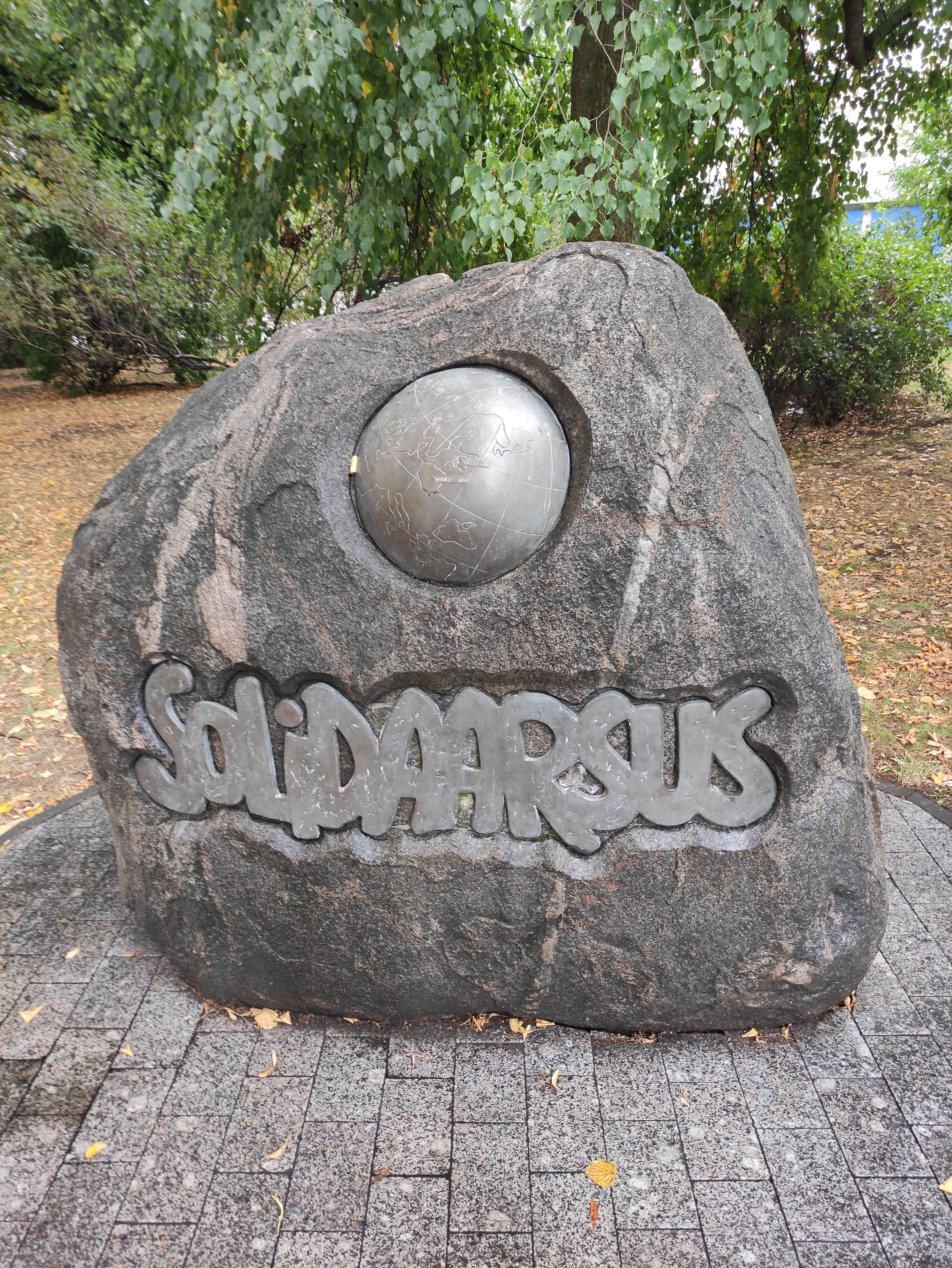
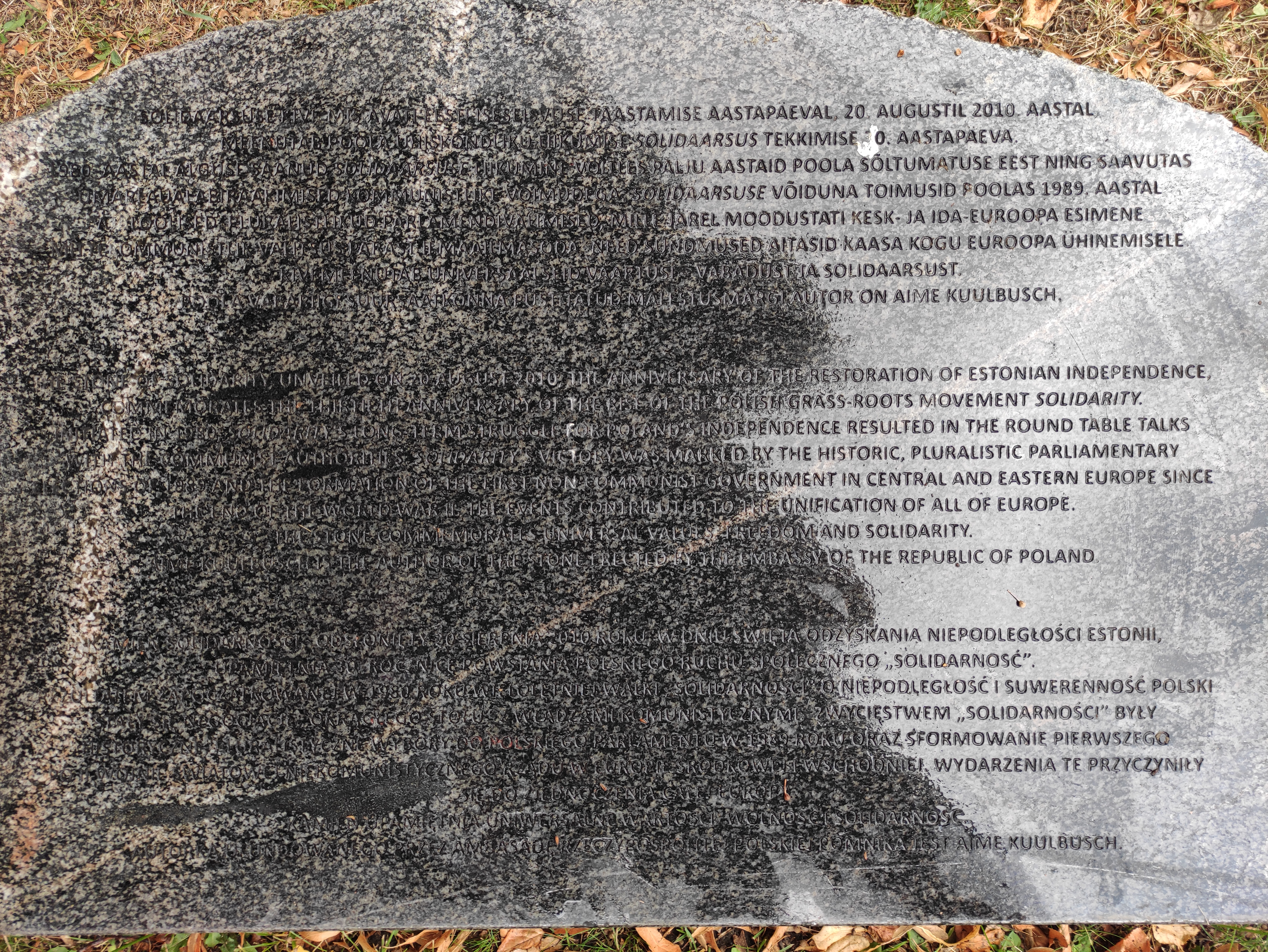